# Philip Hall

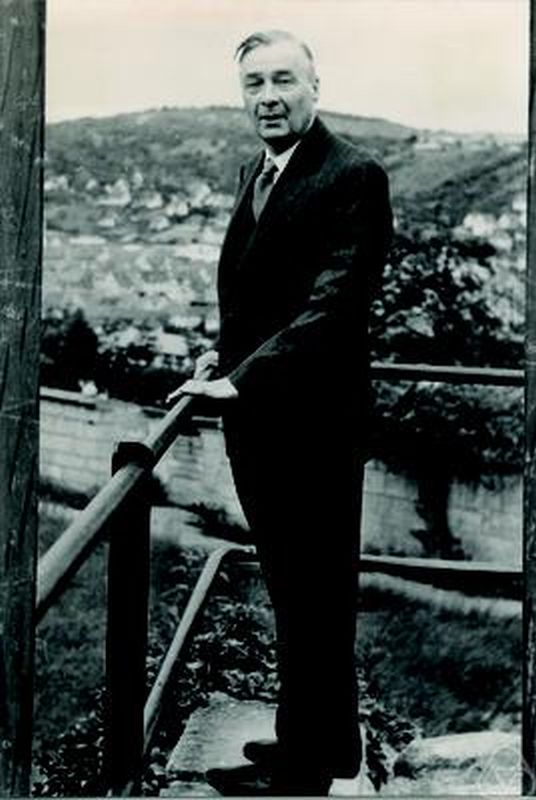
Philip Hall 1960

Philip Hall (* 11. April 1904 in Hampstead, London; † 30. Dezember 1982 in Cambridge) war ein englischer Mathematiker, der sich mit Gruppentheorie und Kombinatorik beschäftigte.

## Leben
Hall wurde als uneheliches Kind einer Schneiderin geboren und besuchte (nachdem er ein Stipendium gewann) das Christ's Hospital in Horsham. Ab 1922 studierte er am King’s College der Cambridge University (nachdem er ein Stipendium gewonnen hatte). Die Lektüre von William Burnsides Buch interessierte ihn für die Gruppentheorie. 1925 machte er seinen Bachelor-Abschluss und war zunächst unschlüssig, ob er Mathematiker werden sollte. Ein eingereichter Essay über Gruppentheorie (The Isomorphisms of Abelian Groups) verschaffte ihm aber 1927 eine Fellowship des Kings College, während er gleichzeitig als Assistent für den Statistiker Karl Pearson in London arbeitete. 1933 wurde er Lecturer in Cambridge. Juni 1939 hielt er Vorträge in Göttingen auf einer Gruppentheorie-Konferenz auf Einladung von Helmut Hasse, die in Crelle's Journal 1940 erschienen. Während des Zweiten Weltkriegs arbeitete er in Bletchley Park als Kryptoanalytiker an der Entzifferung italienischer und japanischer Codes (wofür er Japanisch in Schrift und Rede erlernte). 1945 war er wieder in Cambridge, wo er 1949 Reader und 1953 als Nachfolger von Louis Mordell Sadleirian-Professor wurde. Von 1955 bis 1957 war er Präsident der London Mathematical Society. 1967 ging er in den Ruhestand und verließ 1970 das Kings College.

## Werk
Hall leistete zahlreiche wichtige Beiträge zur Gruppentheorie. 1928 verallgemeinerte er die Sylow-Sätze der Theorie endlicher auflösbarer Gruppen (zu den Hall-Sätzen) in A note on soluble groups (Journal London Mathematical Society, 1928): Sei {\displaystyle G} eine endliche auflösbare Gruppe und {\displaystyle \pi } eine Menge von Primzahlen, dann hat {\displaystyle G} eine Hall-{\displaystyle \pi }-Untergruppe, und je zwei solche Hall-{\displaystyle \pi }-Untergruppen sind konjugiert. 1934 erschien sein berühmter Aufsatz A contribution to the theory of groups of prime power order (Proc. London Math. Soc., Band 36, 1934, S. 29–95), in dem er reguläre p-Gruppen untersuchte, sowie Kommutatorgruppen und Zusammenhänge mit Lie-Ringen und deren Identitäten (Hall-Witt-Identitäten). Viele seiner Ergebnisse präsentierte er nur in Vorlesungen. Die Hall-Littlewood-Polynome und die Hall-Algebra in der Darstellungstheorie stellte er z. B. in Vorlesungen in St Andrews 1955 vor.
Er ist auch für den Heiratssatz in der Kombinatorik bekannt (1935).
1942 wurde Hall als Mitglied („Fellow“) in die Royal Society gewählt, die ihm 1961 die Sylvester-Medaille verlieh. 1958 erhielt er den Senior Berwick-Preis der London Mathematical Society und 1965 ihren Larmor-Preis und die De Morgan-Medaille. 1955 bis 1957 war er ihr Präsident, nachdem er 1938 bis 1941 und 1945 bis 1948 ihr Honorary Secretary war.
Zu seinen Doktoranden zählen Kurt Hirsch, Bernhard Neumann, Garrett Birkhoff, James Alexander Green, Karl Gruenberg und Brian Hartley. Auch Graham Higman war sein Schüler.

## Schriften
- Collected Works. Oxford, Clarendon Press 1988.
- Aufsätze im Journal für Reine und Angewandte Mathematik („Crelle's Journal“) Band 182, 1940 (Gruppentheorie-Konferenz Juni 1939, Göttingen):
  - Inhaltsverzeichnis mit den Vortragstiteln
  - Hall: Verbal and marginal subgroups.
  - Hall: The classification of prime-power groups.
  - Hall: On groups of automorphisms.
  - Hall: The construction of soluble groups.